# Martin Breunig
Martin Phong Ni Watt Breunig (Leverkusen, 18 febbraio 1992) è un cestista tedesco con cittadinanza thailandese.

## Palmarès
- Coppa di Germania: 1

Mitteldeutscher: 2024-2025